# 蘭嶼赤楠
蘭嶼赤楠（学名：Syzygium simile）为桃金孃科蒲桃属下的一个种。

## 扩展阅读
- 維基物種上的相關：蘭嶼赤楠